# 小行星6583
小行星6583（6583 Destinn）是一颗绕太阳运转的小行星，为主小行星带小行星。该小行星于1984年2月21日发现。

## 轨道参数
小行星6583的轨道半长轴为2.6638003 UA，离心率为0.099。